# Embonycha
Embonycha is een geslacht van webspinners (Embioptera) uit de familie Embonychidae.

## Soorten
Het geslacht kent de volgende soort:
- Embonycha interrupta - Navas, 1917[1]